# Фільтр патронний
Фільтр патронний (рос. фильтр патронный, англ. cartridge filter, нім. Patronenfilter m ) – фільтр для зневоднення тонкодисперсних продуктів збагачення (шламів), який складається з системи однотипних фільтрувальних елементів – патронів з сітчастими стінками. 
Вакуумний патронний фільтр працює за принципом всмоктування рідини з пульпи, в яку занурені патрони, з утворенням осаду з зовнішнього боку. В іншому випадку пульпа подається під тиском всередину патрона і утворює осад на його внутрішній поверхні. 